# John Dillinger

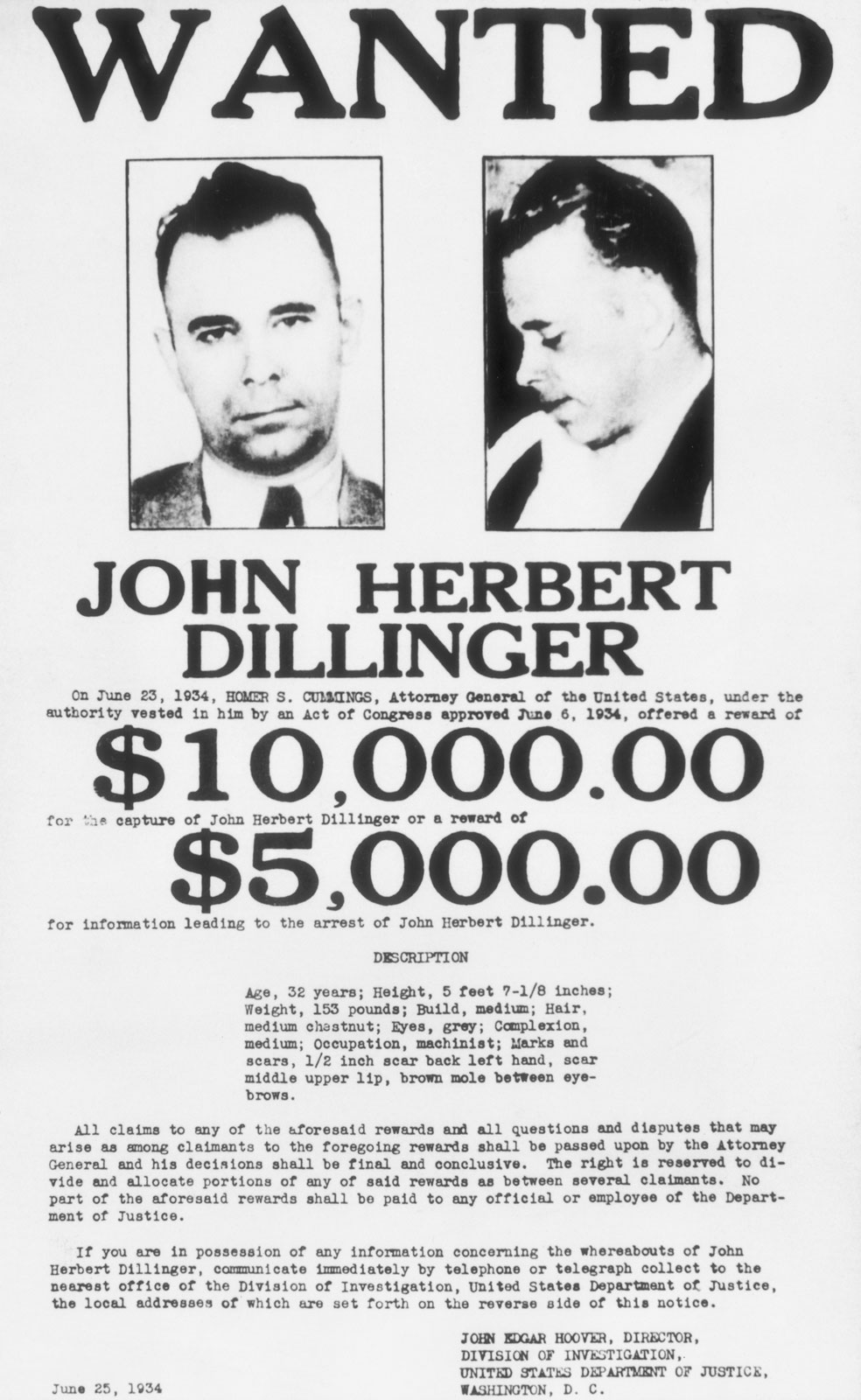
List gończy za Johnem Dillingerem

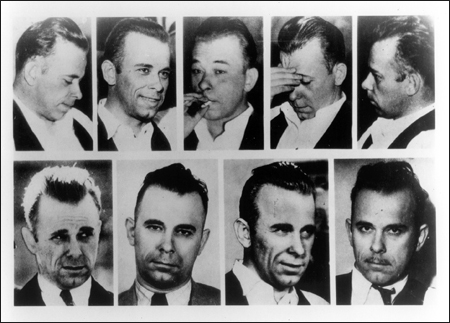
Portrety Dillingera z materiałów FBI

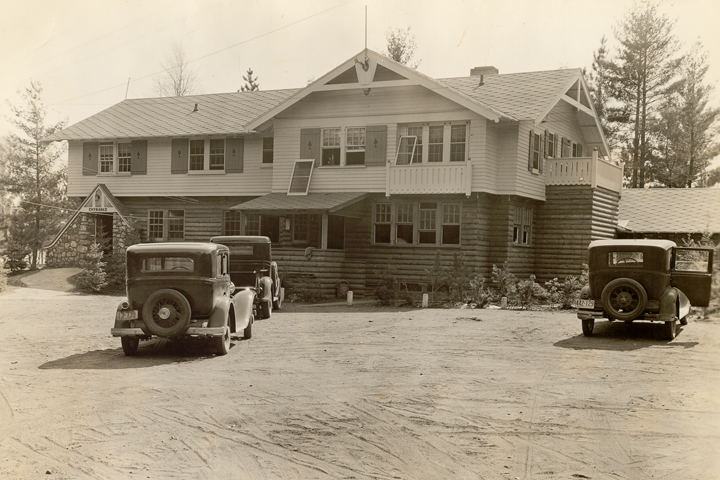
Little Bohemia Lodge – kryjówka gangu Dillingera w Manitowish Waters

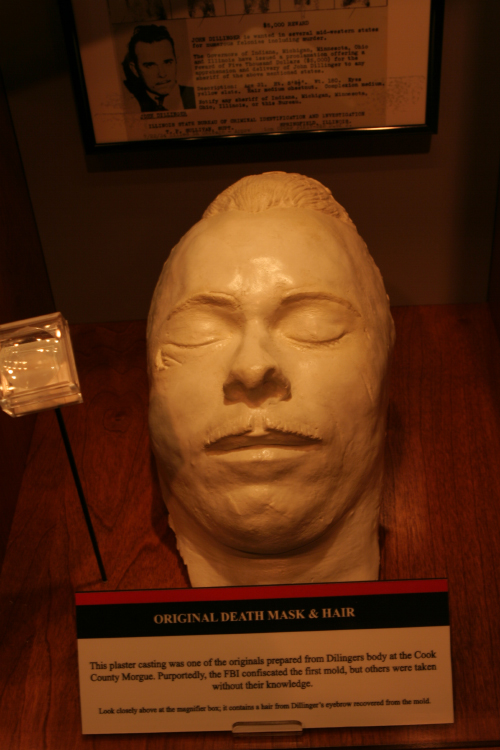
Maska pośmiertna Dillingera

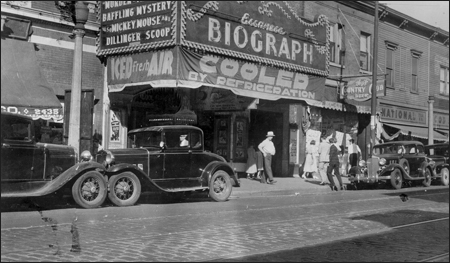
Biograph Theater w Chicago – zdjęcie zostało wykonane przez FBI krótko po śmierci Dillingera

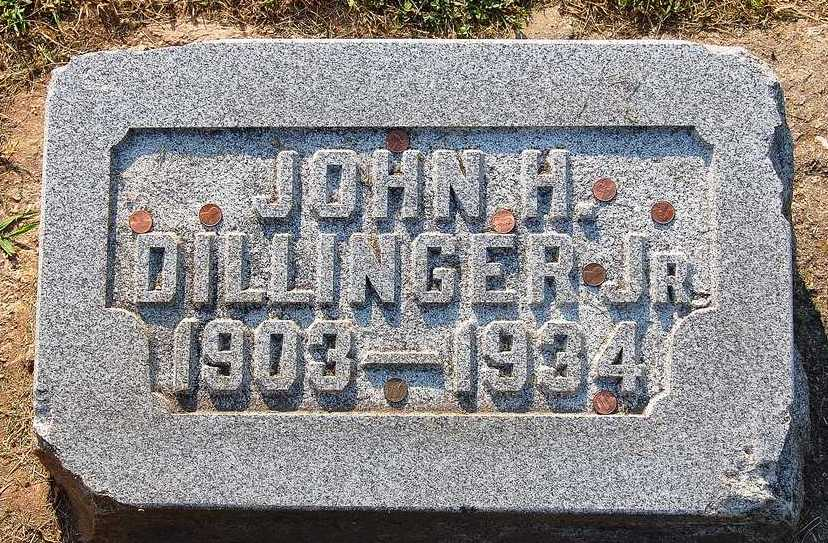
Grób Dillingera na Crown Hill Cemetery w Indianapolis

John Herbert Dillinger (ur. 22 czerwca 1903 w Indianapolis, Indiana, zm. 22 lipca 1934 w Chicago) – amerykański gangster okradający banki w czasach wielkiego kryzysu w Stanach Zjednoczonych. Został oskarżony o zabójstwo oficera policji w East Chicago, ale nigdy go nie skazano. Podczas napadów z jego udziałem zostało zabitych kilkanaście osób: funkcjonariuszy więziennych, policjantów, agentów federalnych i cywili. Gang Dillingera okradł ponad dwadzieścia banków oraz cztery komisariaty. Jemu samemu udało się uciec dwukrotnie z więzienia.

## Rodzina i pochodzenie
John Herbert Dillinger urodził się 22 czerwca 1903 w sekcji Oak Hill, w Indianapolis. Jego rodzicami byli: John Wilson Dillinger (ur. 1864, zm. 1943) i Mary Ellen „Mollie” Lancaster (ur. 1860, zm. 1907). Rodzice pobrali się 23 sierpnia 1887 w hrabstwie Marion, w stanie Indiana. Ojciec Dillingera był właścicielem sklepu spożywczego. W wywiadzie udzielonym dziennikarzom powiedział, że był konsekwentny w wymierzaniu dyscypliny. Był zwolennikiem powiedzenia „oszczędzaj rózgę, a dziecko popsowasz” (Samuel Butler). Jego starsza siostra Audrey, urodziła się 6 marca 1889. Tuż przed jego czwartymi urodzinami, w 1907, zmarła mu matka.
W młodości Dillinger był wychowywany przez swoją siostrę do czasu, aż jego ojciec ożenił się ponownie 23 maja 1912 w hrabstwie Morgan z Elizabeth „Lizzie” Pola (ur. 1878, zm. 1933). Dillinger początkowo był zazdrosny i nie lubił swojej macochy. Jego ojciec i macocha mieli troje dzieci: Huberta Dillingera (ur. ok. 1913/1914, zm. 1974), Doris M. Dillinger (ur. 1917, zm. 1921) oraz Frances Dillinger (ur. ok. 1922, zm. 2015).

## Konflikty z prawem
Jako nastolatek Dillinger często popadał w konflikt z prawem, z powodu bójek i drobnych kradzieży, a także znany był z „trudnego” charakteru i zastraszania młodszych dzieci. Opuścił szkołę, by pracować w warsztacie mechanicznym w Indianapolis. Chociaż ciężko pracował, to wieczory spędzał na przyjęciach. Ojciec Johna bał się, że miasto oddziaływało na syna gorsząco, zmusił więc go do powrotu do rodzinnego Mooresville w stanie Indiana około 1920. Zbuntowane i nieokiełznane życie Dillingera nie zmieniło się, mimo nowego życia jakie prowadził na wsi. W 1922 został aresztowany za kradzież samochodu, a jego relacje z ojcem pogorszyły się. Kłopoty z prawem doprowadziły go do zaciągnięcia się do United States Navy, gdzie został strażakiem na pokładzie pancernika USS „Utah”, ale opuścił go kilka miesięcy później, kiedy jego okręt został zadokowany w Bostonie. W końcu został zwolniony i powrócił do Moresville, gdzie spotkał Ethel Hovious Beryl. Para pobrała się w Martinsville 12 kwietnia 1924. Dillinger próbował się ustatkować, ale miał trudności w utrzymywaniu się w pracy i ocaleniu związku. John i Ethel rozwiedli się 20 czerwca 1929.
Dillinger nie potrafił znaleźć pracy i rozpoczął planowanie rabunku z przyjacielem, Edem Singletonem. Obaj ukradli 50 dolarów z lokalnego sklepu spożywczego. Kiedy opuszczali miejsce kradzieży, zostali dostrzeżeni przez pastora, który rozpoznał mężczyzn i zgłosił to na policję. Obaj zostali aresztowani następnego dnia. Singleton nie przyznał się do winy, ale ojciec Dillingera przekonał go, by ten przyznał się do czynu. Dillinger został skazany za napaść i pobicie z zamiarem kradzieży, a także za współdziałanie w celu popełnienia przestępstwa. Został skazany na 10 do 20 lat więzienia za swoje wykroczenia. Ojciec Johna opowiedział dziennikarzom, że żałuje, iż jego syn wraz z Edem Singletonem trafili do więzienia. Przerażony, błagał sędziego by skrócił karę, ale nie odniosło to skutku. W drodze do więzienia Dillinger szybko uciekł pilnującym go, ale po kilku minutach został zatrzymany.

## Pobyt w więzieniu
Dillinger prezentował przestępczy styl życia za kratkami więzienia w mieście Michigan. Po przyjęciu do zakładu karnego miał powiedzieć: „Kiedy się stąd wydostanę, będę najpodlejszym draniem, jakiego kiedykolwiek widzieliście”. Badania, jakie przechodził przy przyjęciu do więzienia, wykazały, że przestępca miał rzeżączkę. Kuracja, której go poddano, była niezwykle bolesna. Po tych doświadczeniach stał się zgorzkniały wobec innych. Przyczyniły się do tego długa odsiadka i przyjaźń z innymi kryminalistami, takimi jak mający doświadczenie w napadaniu na banki Harry Pierpont z Muncle czy Russell „Boobie” Clark z Terre Haute, który uczył Dillingera, jak odnosić sukcesy w działalności przestępczej. Wspólnie planowali napady, jakich mieli dokonać wkrótce po uwolnieniu. John Dillinger studiował pilnie drobiazgowy system okradania banków autorstwa Hermana Lamma i wykorzystywał tę wiedzę obszernie w trakcie całej późniejszej kariery.
Jego ojciec prowadził akcję na rzecz uwolnienia Dillingera i zebrał 188 podpisów na petycji dotyczącej jego uwolnienia. Dillinger uzyskał warunkowe przedterminowe zwolnienie i 10 maja 1933, po odbyciu ośmiu i pół roku kary, opuścił więzienie.

## 1933–1934
W latach 1933–1934, spośród przestępców, takich jak Baby Face Nelson, Pretty Boy Floyd oraz Bonnie i Clyde, Dillinger był najbardziej znany. Medialne raporty o jego odwadze i brawurze były wyolbrzymiane. Opinia publiczna żądała natomiast działania ze strony władzy federalnej, a John Edgar Hoover opracowywał coraz bardziej wyszukane metody działania FBI, jako środek przeciw zorganizowanej przestępczości.
Dillinger przez prawie rok wymykał się policji w czterech Stanach, a kiedy został ranny, wrócił do domu swojego ojca, odzyskując tam siły. Powrócił do Chicago w lipcu 1934 i wpadł w ręce policji i agentów federalnych, którzy o miejscu pobytu gangstera zostali poinformowani przez Anę Cumpanas. 22 lipca 1934 policja i oddział śledczy otoczyli Dillingera w Biograph Theater w Chicago. Agenci federalni, prowadzeni przez Melvina Purvisa, postrzelili go trzy razy. W wyniku odniesionych obrażeń Dillinger zmarł.
Został pochowany na Crown Hill Cemetery w Indianapolis.

## John Dillinger w filmie
W 2009 reżyser Michael Mann nakręcił film Wrogowie publiczni, w którym rolę Dillingera zagrał Johnny Depp.